# Shkodra Elektronike
A Shkodra Elektronike egy albán duó, melyet Beatriçe Gjergji és Lekë Gjeloshi alkotnak. Ők képviselték Albániát a 2025-ös Eurovíziós Dalfesztiválon Bázelben a Zjerm című dalukkal.

## Történet
A Shkodra Elektronike két olaszországi albán zenei projektje, akik szülővárosuktól, Shkodrától távol nőttek fel. A projektet Kolë Laca dalszerző-producer és Beatriçe Gjergji énekes-dalszerző alkotja. Bár különböző életkorúak és eltérő életútjuk van, céljuk mégis hasonló: hazatalálni anélkül, hogy repülőre szállnának. Saját műfajukat poszt-imigráns popként határozzák meg.
2024 januárjában az RTSH bejelentette, hogy a duó is résztvevője lesz a 63. Festivali i Këngës albán eurovíziós nemzeti válogatónak. Zjerm című versenydalukkal megnyerték a december 22-én rendezett döntőt, ahol a nemzeti zsűri, valamint közönség pontjai alakították ki a végeredményt, így ők képviselhették Albániát az Eurovíziós Dalfesztiválon. A verseny május 13-án rendezett első elődöntőjéből második helyezettként jutottak tovább a döntőbe, ahol végül a nyolcadik helyen végeztek.

## Tagok
- Beatriçe Gjergji
- Kolë Laca

## Diszkográfia

### Kislemezek
- Ku e gjeta vedin (2020)
- Synin si qershia (2020)
- Turtulleshë (2022)
- Zjerm (2024)

### Közreműködések
- Vaj si kenka ba dynjaja (Fanfara Tirana, 2023)